# Нижнепрусский диалект
Нижнепрусский диалект (нем. Niederpreußisch) — восточнонижненемецкий диалект немецкого языка, который был распространён в Восточной и Западной Пруссии, а также в Гданьске до 1945 года. Возник в результате продвижения нижненемецких диалектов на восток, в современную Польшу, и их влияния на балто-славянский субстрат. В XVII веке вытеснил старопрусский язык, укоренившись как местный диалект на три столетия. На основе нижнепрусского сформировался широко распространённый плаутдич (немецко-платский диалект), язык меннонитов России.

## Лингвистические особенности
Как и верхнепрусский диалект, нижнепрусский диалект сильно контрастирует с другими восточнонижненемецкими диалектами в грамматическом, фонетическом и особенно в лексическом отношении. Характерным для нижнепрусского является выпадение инфинитивной -n, сохранение грамматического префикса ge- у глаголов в форме второго причастия; огубление гласных, произнесение гласного e как неогубленного переднего ряда нижнего подъёма (schnall, ack), склонность к деминутивным формам (de lewe Gottke, kommche, duche, Briefchedräger), часто без умлаута (Hundche, Katzche, Mutterche); использование диалектного nuscht вместо стандартного nichts.

## Звукозаписи с образцами диалекта
- Ostpreussen lügen nie! / Rudi Meitsch erzählt Wippchen und dumme Nuschten aus der Heimat.  Leer: Gerhard Rautenberg Verlag, [um 1984].[1]
- Humor'chen aus Ostpreußen. Gedichtchen, Anekdoten, Dammeleien. Rudi Meitsch erzählt vom Bullenball in Insterburg, dem Flohche, vom dicken Buttgereit und vielem mehr (Heiteres aus Ostpreußen). CD. Leer: Rautenberg, [um 2002].